# Louis François Dauprat

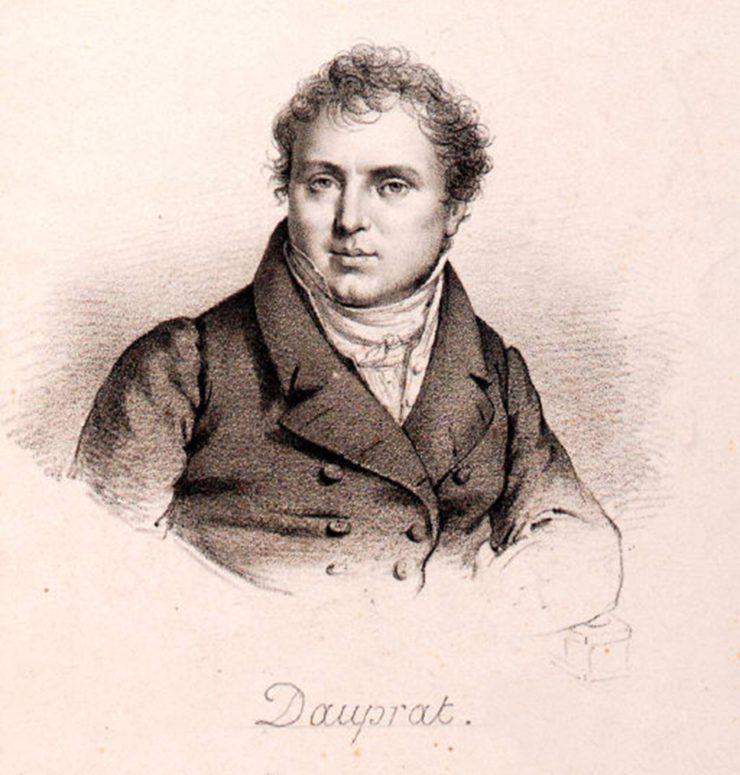
Louis-François Dauprat (um 1800)

Louis-François Dauprat (* 24. Mai 1781 in Paris; † 16. Juli 1868 ebenda) war ein französischer Hornist, Komponist und Professor für Horn am Conservatoire de Paris.

## Leben
Louis-François Dauprat studierte zunächst an der „Maîtrise“ der Kathedrale Notre-Dame de Paris, bis diese 1790 wegen der Revolutionswirren geschlossen wurde. Ab 1794 besuchte er die durch Joseph Kenn eingerichtete (Natur-)Hornklasse, am neu gegründeten „Institut national de musique“, aus dem 1795 das Pariser Konservatorium hervorging. Daupart gewann 1797 den erstmals ausgesetzten „Premier Prix“. Als Preis erhielt er ein Inventionshorn, aus der damals in Paris führenden Werkstatt von Lucien-Joseph Raoux (1753–1821). Das Instrument ist heute eines der eindrucksvollen Schaustücke des Conservatoire-Museums von Paris. Ab 1800 wirkte er in verschiedenen Militärkapellen, nahm aber ab 1801 Unterricht in Harmonielehre und Komposition, bei François-Joseph Gossec und Charles-Simon Catel. Zwischen 1811 und 1814 erhielt er weiter musiktheoretischen Unterricht bei Antonin Reicha.
Von 1806 bis 1808 war er Solohornist im Orchester des Grand Théâtre de Bordeaux, von 1808 bis 1811 im Pariser Opernorchester sowie am Konservatorium Paris. An beiden Institutionen wurde er Nachfolger von Johann Joseph Kenn und bald danach auch der des berühmten Solo-Hornisten Frédéric Duvernoy. Er war Erster Hornist in den Königlichen und Kaiserlichen Hofkapellen und ständiger Solist der Kammermusik von König Louis Philippe. Von 1828 bis 1838 war er Solohornist bei der „Société des Concerts du Conservatoire“. 1842 zog sich Daupart von all seinen Ämtern zurück.
Seine zahlreichen Kompositionen schrieb er speziell für seine Schüler zu didaktischen Zwecken. Er spielte und unterrichtete nur auf dem Naturhorn, hat sich jedoch sehr für die ersten Versuche von Klappenhörnern interessiert.

## Werke
- 1. Concerto pour cor op.1
- 2. Concerto pour seconde cor op.9
- 3. Concerto de cor op.18 (für cor alto oder cor basse)
- 4. Concerto de cor „Hommage a la Memoire de Punto“ op.19
- 5. Concerto pour Cor op.21 (für cor alto oder cor basse)
- Concertino par la corno mistro
- Trios für 3 Hörner
- Sextett op.10 für 6 Hörner in verschiedenen Stimmungen
- mehrere Werke für Horn und Klavier
- Sonate für Horn und Pianoforte op.2
- Sonate für Horn und Harfe op.3
- 3 Quintette op.6 für Horn und Streichquartett